# Iso Malla
Iso Malla är ett berg i Finland. Det ligger i Enontekis landskapet Lappland, i den norra delen av landet, 1 000 km norr om huvudstaden Helsingfors. Toppen på Iso Malla är 814 meter över havet.
Terrängen runt Iso Malla är kuperad.  Trakten runt Iso Malla är nära nog obefolkad, med mindre än två invånare per kvadratkilometer. Närmaste större samhälle är Kilpisjärvi, 6,4 km sydost om Iso Malla. Omgivningarna runt Iso Malla är i huvudsak ett öppet busklandskap.